# Viola replicata
Viola replicata är en violväxtart som beskrevs av Wilhelm Becker. Viola replicata ingår i släktet violer, och familjen violväxter. Inga underarter finns listade i Catalogue of Life.